# ライフ・イン・カートゥーン・モーション
『ライフ・イン・カートゥーン・モーション』（Life in Cartoon Motion）は、2007年にリリースされたミーカの1枚目のスタジオ・アルバムである。

## 収録曲（日本盤）
1. グレース・ケリー - Grace Kelly
2. ロリポップ - Lollipop
3. マイ・インタープリテイション - My Interpretation
4. ラヴ・トゥデイ - Love Today
5. リラックス (テイク・イット・イージー) - Relax, Take It Easy
6. リング・リング - Ring Ring
7. エニィ・アザー・ワールド - Any Other World
8. ビリー・ブラウン - Billy Brown
9. ビッグ・ガール (ユー・アー・ビューティフル) - Big Girl (You Are Beautiful)
10. スタック・イン・ザ・ミドル - Stuck in the Middle
11. イレイス - Erase
12. ユア・シンパシー - Your Sympathy
13. ハッピー・エンディング - Happy Ending